# Guiltless
Guiltless.com是一個於香港成立的高級時裝寄賣網店，有出售二手名牌服飾及單品，以及衣飾寄賣服務，於2015年由香格里拉酒店和嘉里集團創辦人郭鶴年幼女—郭燕光（Yen Kuok）創立。Guiltless的創立源於Yen美國求學時，正值二手網購、共享衣櫥等熱潮的興起，Rent the Runway、The RealReal等網站相繼湧現，而她寄賣衣物時發現大部分大型的二手時裝網店都不會收購亞洲地區的服裝，而中國以至亞洲地區也龐大的奢侈品和時裝市場，因此創建網站。

### 擴充
Guiltless是一間現時接受全球寄賣的二手時裝網站，並設立全球免運費收貨服務，網站現時擴展到售賣超過4,000件名牌商品。大部份是日常衣服，佔六成半，其餘則是手袋、鞋及珠寶等。

## 社會責任
Guiltless曾與本地非牟利團體合作，之前便曾與環保時尚組織Redress合作回收及義賣服飾。Guiltless亦於2017年11和12月於中環萬宜大廈舉辦實體限定店，邀請了中外名人包括舒淇、鍾楚紅、楊紫瓊及李嘉欣等捐出衣服及手袋，為人道救援組織國際十字路會（Crossroads Foundation）籌款。
在營運限定店期間，店舖曾被爆竊，14個Hermès及1個Saint Laurent手袋被賊人盜去，損失約140萬港元。

## 外部連結
- Guiltless HK Official Website